# Michael Pietrobon
Michael Pietrobon est un monteur, réalisateur, directeur de la photographie et scénariste américain né le 2 octobre 1961.

## Filmographie

### comme monteur
- 2000 : The Chattahoochee River: Muddied Waters, Clear Solutions (TV)
- 2001 : We Three Kings
- 2002 : Barflies
- 2002 : Tongue Tied
- 2004 : The Very Best of Everything (série télévisée)
- 2005 : Makeover Manor (série télévisée)

### comme réalisateur
- 2002 : Barflies
- 2002 : Tongue Tied
- 2003 : That Comedy Show (série télévisée)

### comme directeur de la photographie
- 2002 : Tongue Tied
- 2003 : That Comedy Show (série télévisée)
- 2004 : The Very Best of Everything (série télévisée)

### comme scénariste
- 2004 : The Very Best of Everything (série télévisée)